# Winston Miller
Winston Miller (* 22. Juni 1910 in St. Louis, Missouri, Vereinigte Staaten; † 21. Juni 1994 in Los Angeles) war ein US-amerikanischer Stummfilmschauspieler, Drehbuchautor und Fernsehproduzent, der sich überwiegend auf Western spezialisiert hatte.

## Leben
Er war der Sohn von Oscar Winston Miller (1875–1939) und Sadye Loewen Miller (1880–1928). Seine ältere Schwester war die Stummfilmschauspielerin Patsy Ruth Miller. Miller knüpfte bereits mit zwölf Jahren seinen ersten Kontakt zur Filmindustrie, als man ihn für Kinderrollen vor die Kamera holte. Bis zum Ende der Stummfilmzeit wirkte Miller mit mittelgroßen und kleinen Rollen in zumeist nicht allzu bedeutenden 20er-Jahre-Inszenierungen mit, sein bekanntestes Werk sollte der frühe John-Ford-Western Das Feuerroß werden. Als junger Erwachsener wandte sich Miller mit Beginn der 1930er Jahre vorübergehend von der Filmarbeit ab und studierte in Princeton.
Mitte der 1930er Jahre kehrte Miller zur Zelluloidbranche Hollywoods zurück und konzentrierte sich als Drehbuchautor nunmehr fast ausschließlich auf das Western-Genre. Seine Arbeiten sind nahezu durchgehend billig hergestellte B-Produktionen. 1939 verpflichtete ihn David O. Selznick für die (ungenannt gebliebene) Überarbeitung des vorhandenen Drehbuch zu dem Kinoklassiker Vom Winde verweht. Ein weiterer Ausflug zum A-Film bedeutete Millers Drehbuchmitarbeit am Edelwestern Faustrecht der Prärie, den sein alter Mentor aus Stummfilmtagen John Ford inszenierte. 1959 beendete Winston Miller seine Arbeit für das Kino und reduzierte zugleich sukzessive seine Schreibtätigkeit. Stattdessen begann er für das Fernsehen zu produzieren; überwiegend Serien (erneut mehrfach Western, gelegentlich aber auch Krimireihen), gelegentlich aber auch Einzelfilme.

## Filmografie
Als Schauspieler
- 1922: The Power of a Lie
- 1923: Im Schoße der Erde, oder Die Katastrophe auf der Zeche Osten (Little Church Around the Corner)
- 1923: The Love Piker
- 1924: Das Feuerroß (The Iron Horse)
- 1925: Kentucky Pride
- 1925: Das Opfer der Stella Dallas (Stella Dallas)
- 1926: Wien bleibt Wien (The Greater Glory)
- 1928: God of Mankind
- 1929: Ask Dad

Als Drehbuchautor (beim Kinofilm, wenn nicht anders angegeben)
- 1936: Zorro – der blutrote Adler (The Vigilantes Are Coming)
- 1937: Dick Tracy
- 1937: Der singende Pfeil (The Painted Stallion)
- 1939: Vom Winde verweht (Gone With the Wind) (ungenannt)
- 1940: Carolina Moon
- 1940: Ride, Tenderfoot, Ride
- 1941: The Royal Mounted Patrol
- 1941: Prairie Stranger
- 1942: Man From Cheyenne
- 1943: Good Morning Judge
- 1943: Song of Texas
- 1943: Zu Hause in Indiana (Home in Indiana)
- 1944: One Body Too Many
- 1944: Double Exposure
- 1945: Follow That Woman
- 1945: They Made me a Killer
- 1946: Faustrecht der Prärie (My Darling Clementine)
- 1947: Danger Street
- 1948: Blut und Gold (Relentless)
- 1948: Rache ohne Gnade (Fury at Furnace Creek)
- 1948: Gangster der Prärie (Station West)
- 1950: Herr der rauhen Berge (Rocky Mountain)
- 1950: Tripolis (Tripoli)
- 1951: Sein letzter Verrat (The Last Outpost)
- 1952: Hongkong (Hong Kong)
- 1952: Sabotage (Carson City)
- 1952: Flucht vor dem Feuer (The Blazing Forest)
- 1953: Geknechtet (The Vanquished)
- 1953: Der Sheriff ohne Colt (The Boy From Oklahoma)
- 1953: Der Schatz der Jivaro (Jivaro)
- 1954: Ritter der Prärie (The Bounty Hunter)
- 1954: Am fernen Horizont (The Far Horizons)
- 1954: Im Schatten des Galgens (Run for Cover)
- 1955: Ich will, daß du mich liebst (Lucy Gallant)
- 1956: Blut an meinen Händen (Tension at Table Rock)
- 1957: Junges Glück im April (April Love)
- 1957: Verschollen in Japan (Escapade in Japan) (auch Produktionsleitung)
- 1958: Blaue Nächte (Mardi Gras)
- 1959: Das gibt’s nur in Amerika (A Private’s Affair)
- 1959: The Hound Dog Man
- 1959–1962: Tausend Meilen Staub (Rawhide) (TV-Serie)
- 1962: Die Leute von der Shiloh Ranch (The Virginian) (TV-Serie, zwei Episoden)
- 1967: The Longest Hundred Miles (Fernsehfilm)
- 1970: Gefahr in der Tiefe (The Aquarians) (Fernsehfilm)
- 1974: Indict and Convict (Fernsehfilm)
- 1978: Die Küste der Ganoven (Barbary Coast) (TV-Serie, eine Episode)

Als Fernsehproduzent
- 1961–1962: Polizeirevier 87 (87th Precinct)
- 1962–1969: Die Leute von der Shiloh Ranch
- 1968: Ihr Auftritt, Al Mundy (It Takes a Thief)
- 1969–1971: Der Chef (Ironside)
- 1973: Female Artillery (Fernsehfilm)
- 1973–1974: Cannon
- 1974: Unsere kleine Farm (Little House on the Prairie)